# Feliks Maniura
Feliks Maniura (ur. 24 lipca 1884 w Lipinach, zm. 1915 pod Warszawą) – działacz narodowy.
Założyciel „Sokoła” w Lipinach w 1901 wraz z Franciszkiem Kowolem. Nauczał języka polskiego, przytaczał lektury polskich wieszczy. Założył także bibliotekę. Maniura zginął na froncie rosyjskim, pod Warszawą w 1915. Na wieść o jego śmierci Augustyn Świder napisał „Treny po przyjacielu F.M.”